# Emil Evers (Politiker)
Emil Evers (geboren 27. Dezember 1897 in Dessau; gestorben 11. Juni 1945) war ein deutscher Politiker (NSDAP).

## Leben
Emil Evers besuchte die Oberrealschule Dessau und die Universitäten Marburg, Leipzig und Halle/Wittenberg. Während seines Studiums wurde er 1919 Mitglied der Sängerschaft Hohenstaufen Marburg. Bis 1932 war er als Syndikus des Anhaltischen Arbeitgeberverbandes tätig. Gleichzeitig hatte er ab 1927 eine Rechtsanwaltspraxis. Zum 1. Mai 1932 trat er der NSDAP bei (Mitgliedsnummer 1.108.499). Von 1932 bis 1933 war er Gauwirtschaftsberater der NSDAP. Im Mai 1933 wurde er zum Treuhänder der Arbeit für Mitteldeutschland-Halle-Merseburg ernannt. Ferner war er Mitglied des BNSDJ.
Im März 1933 wurde er kommissarischer Oberbürgermeister der Stadt Dessau. Bereits im April 1933 erfolgte seine Einsetzung als Landrat im Landkreis Dessau-Köthen. Evers blieb bis 1943 im Amt, mit dem auch eine Aufsichtsratstätigkeit in regionalen Elektrizitätswerken verbunden war.